# Jaap Eden
Jacobus Johannes "Jaap" Eden (Groningen, 19 d'octubre de 1873 - Haarlem, 2 de febrer de 1925) va ser un patinador de velocitat sobre gel i ciclista en pista neerlandès.
És l'únic esportista masculí en aconseguir el campionat del món en ambdues disciplines. En categoria femenina el van guanyar Sheila Young i Christa Rothenburger.

## Palmarès en ciclisme
- 1893
  -  Campió dels Països Baixos en ruta

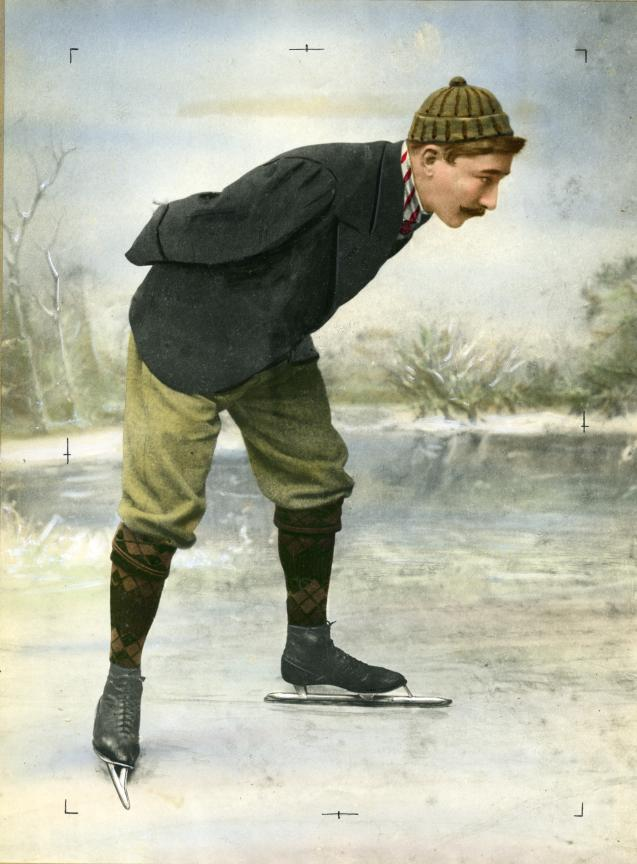
Jaap Eden

  -  Campió dels Països Baixos amateur en velocitat
- 1894
  -  Campió dels Països Baixos en ruta
  -  Campió del món de Velocitat en 10 km
  -  Campió dels Països Baixos amateur en velocitat
- 1895
  -  Campió del món amateur de Velocitat
  -  Campió dels Països Baixos amateur en velocitat
- 1896
  - Campió d'Europa de Velocitat